# Mary Jarvis Yak
Mary Jarvis Yak, còn được biết đến dưới tên Mary Jarvase Yak, là chính trị gia Nam Sudan.
Ngày 28 tháng 4 năm 2016, bà được Tổng thống Cộng hòa Nam Sudan, H.E. Salva Kiir bổ nhiệm là Thứ trưởng Bộ Tài chính và Kế hoạch thuộc Chính phủ Thống nhất Chuyển tiếp (TGoNU) nước Cộng hòa Nam Sudan.

## Giáo dục
Yak lấy bằng cử nhân Kinh tế tại trường Đại học Khartoum. Cô có bằng thạc sĩ về ngành Giới tính học tại trường Đại học Sussex.

## Sự nghiệp
Yak là Đại biểu Quốc hội Nam Sudan, nhà hoạt động nữ quyền và là Chủ tịch Hội Phụ nữ Sudan.
Ngày 10 tháng 7 năm 2011, Mary Jarvis Yak được bổ nhiệm làm Bộ trưởng Bộ Phát triển nguồn nhân lực thuộc Nội các Nam Sudan. Năm 2012, Yak giữ chức Thứ trưởng Bộ Kế hoạch. Trên cương vị này, Yak đã ký một thỏa thuận giao thức với Tập đoàn Ngân hàng Phát triển Châu Phi, cho phép Nam Sudan trở thành thành viên của Tập đoàn. Yak ủng hộ Nam Sudan gia nhập Tập đoàn Ngân hàng như một cách để thúc đẩy phát triển kinh tế xã hội và xóa đói giảm nghèo.
Năm 2013 Yak giữ chức Thứ trưởng Bộ Tài chính và Kế hoạch Kinh tế. Trên cương vị này, Yak tuyên bố chính phủ không có đủ tiền để trả tiền lương hàng tháng, nhưng chính phủ có thể trả lương cho công chức 2 tháng một lần.
Ngày 28 tháng 4 năm 2016, bà được Tổng thống Cộng hòa Nam Sudan, H.E. Salva Kiir bổ nhiệm là Thứ trưởng Bộ Tài chính và Kế hoạch thuộc Chính phủ Thống nhất Chuyển tiếp (TGoNU) nước Cộng hòa Nam Sudan. Tháng 2 năm 2016, Yak cùng với Chương trình Phát triển Quốc gia của Liên Hợp Quốc bắt đầu thực hiện dự án Nghiên cứu Hội nhập Thương mại nhằm tạo điều kiện nền kinh tế ở Nam Sudan phát triển.